# Matinha (ort)
Matinha är en ort i Brasilien.   Den ligger i kommunen Matinha och delstaten Maranhão, i den nordöstra delen av landet, 1 400 km norr om huvudstaden Brasília. Matinha ligger 30 meter över havet och antalet invånare är 6 851.
Terrängen runt Matinha är mycket platt. Närmaste större samhälle är Viana, 13,7 km söder om Matinha.
Omgivningarna runt Matinha är en mosaik av jordbruksmark och naturlig växtlighet. Runt Matinha är det ganska glesbefolkat, med 50 invånare per kvadratkilometer.